# 忌み枝
忌み枝（いみえだ）とは盆栽用語で、樹形の美しさを損なう不要な枝のこと。樹形を崩すだけでなく、他の枝への日当たりや風通しを悪化させ、樹の成長を妨げる要因となるため、適宜剪定を行う。剪定の際は枝や芽の状態に応じて道具や切断の位置を吟味するとともに、太い枝の場合には癒合剤なども用いる。

## 種類
- 車枝
- 閂枝
- 並行枝
- 立ち枝
- 逆さ枝
- 交差枝
- 落ち枝
- 幹切り枝
- 向かい枝